# كتف

كتف بشرية

الكتف (بالإنجليزية: Shoulder)‏ هي المنطقة التي تربط العضد مع الجذع. تتكون من 3 عظام الترقوة ولوح الكتف والجزء العلوي من عظمة العضد.
مفصل الكتف هو مفصل في الجسم من نوع للمفصل كرة وياالحُقّيتكون الكرة هنا كبيرة الحجم والحفرة ضحلة.
والتالي فانه يكون معرُض ّللخلع (أي خروج رأس العظم من الحفرة التي يجلس فيها). وكما هو الحال في بقية المفاصل من نفس النوع فان المناطق المتلامسة في مفصل الكتف تكون مغطاة بغضروف من النوع الهلامي لكي تسهل الحركة بين العظام المتلامسة في المفصل.
احفرة يحيط بحافتها غضروف فيجعلها أعمق وهو الglenoidal Labrum وهو غضروف ليفي ومع ذلك فالحفرة تبقى ضحلة.
يحيط بالمفصل الكبسولة. وتحيط اربطة بالكبسولة، والاربطة تكون خفيفة وترتبط قريبا جدا من سطح التمفصل، عدا في الأسفل فإنها تمتد لتلتصق بالرقبة الجراحية لعظم العضد (عنق العضد الجراحي) لذلك تسمح هذه الأربطة في أسفل مفصل الكتف بالحركة الواسعة برفع الذراع إلى الأعلى.
أربطة الكبسولة : هناك ثلاثة أربطة ليست قوية جداً من الأمام الأربطة شبه الحقية العضدية. وهناك رباط من فوق وفيه فتحتين مما يضعفه أكثر الرباط الغرابي العضدي.
أمام المفصل هناك وتر ما تحت الكبسولة، وبينه وبين المفصل كيس صغير هو كيس المفصل تحت الكبسولة، وهذا لديه اتصال مع داخل المفصل.

## البناء

### الكفة المدورة
الكفة المدورة هي مصطلح تشريحي يُطلق على مجموعة العضلات الأربعة وأوتارها التي تعمل على تثبيت الكتف. هذه العضلات هي العضلة فوق الشوكة، والعضلة تحت الشوكة، والعضلة المدورة الصغيرة وتحت الكتف (Subscapularis Muscle)، والتي تحمل رأس عظم العضد في الجوف الحقاني أثناء الحركة. الكفة تلتصق بالكبسولة الحقانية العضدية (Glenohumeral Capsule) وتتصل برأس عظم العضد. معًا، يحافظ هؤلاء على رأس العضد في الجوف الحقاني؛ مما يمنع الهجرة الصاعدة لرأس العضد الناجم عن شد العضلة الدالية في بداية ارتفاع الذراع. إن عضلة تحت الشوكة والعضلة المدورة الصغيرة، إلى جانب الألياف الأمامية للعضلة الدالية، هي المسؤولة عن الدوران الخارجي للذراع. 
تتلاقى الأوتار الأربعة لهذه العضلات لتشكل وتر الكفة المدورة. هذا الوتر، إلى جانب المحفظة المفصلية، والرباط الغرابي العضدي، ومجمع الرباط الحقاني العضدي (Glenohumeral ligament complex) يمتزجان في ورقة متجمعة قبل إدخالها في الحدبة العضدية. تندمج العضلة تحت الشوكة والعضلة المدورة الصغيرة بالقرب من التقاطعات العضلية الوترية، بينما تنضم أوتار فوق الشوكة وتحت الكتف كغمد يحيط بوتر العضلة ذات الرأسين عند مدخل الثلم بين حديبتي العضد. 

### عضلات أخرى

#### عضلات منطقة الكتف
بالإضافة إلى العضلات الأربع للكفة المدورة، فإن العضلة الدالية والعضلات المدورة الرئيسية تنشأ وتوجد في منطقة الكتف نفسها. تغطي العضلة الدالية مفصل الكتف من ثلاث جهات، والتي تنشأ من الثلث الأمامي العلوي من الترقوة، والأخرم، والعمود الفقري للكتف، وتنتقل لتدخل على الأحدوبة الدالية لعظم العضد. يساعد تقلص كل جزء من العضلة الدالية في الحركات المختلفة للكتف، الانثناء (الجزء الترقوي)، والاختطاف (الجزء الأوسط) والامتداد (الجزء الكتفي). تلتصق العضلة المدورة الكبيرة بالجزء الخارجي من الجزء الخلفي من عظم الكتف، أسفل العضلة المدورة الصغرى، وتلتصق بالجزء العلوي من عظم العضد. إنها تساعد في الدوران الإنسي لعظم العضد. 

#### العضلات الأمامية
عضلات جدار الصدر التي تساهم في الكتف هي: 
| الاسم                          | الارتباط | الوظيفة |
| ------------------------------ | --- | --- |
| العضلة المنشارية الأمامية      | تنشأ على سطح الأضلاع الثمانية العلوية على جانب الصدر وتُدرَج على طول الطول الأمامي بالكامل للحافة الإنسية لعظم الكتف.      | يقوم كلٌ من المنشارية الأمامية العلوية والمنشارية الأمامية المتوسطة والمنشارية الأمامية السفلية بسحب عظم الكتف للأمام حول الصدر، وهو أمر ضروري للانقلاب الأمامي للذراع. على هذا النحو، فإن العضلات هي مقاومة للعضلات المعينية Rhomboid) muscles). ومع ذلك، عندما تعمل الأجزاء السفلية والعلوية معًا، فإنها تحافظ على ضغط عظم الكتف على الصدر مع العضلات المعينية وبالتالي تعمل هذه الأجزاء أيضًا كمؤازرين للعضلات المعينية. يمكن للجزء السفلي أن يسحب الطرف السفلي من عظم الكتف بشكل جانبي وأمامي وبالتالي يقوم بتدوير لوح الكتف لجعل رفع الذراع ممكنًا. بالإضافة إلى ذلك، يمكن لجميع الأجزاء الثلاثة رفع الأضلاع عند تثبيت حزام الكتف، وبالتالي المساعدة في التنفس. |
| العضلة تحت الترقوية            | تقع تحت الترقوة، وتنشأ من الضلع الأول وتدخل في ثلم العضلة تحت الترقوية.                                                  | تقوم بخفض الترقوة الجانبية. |
| العضلة الصدرية الصغيرة         | ينشأ من الضلع الثالث والرابع والخامس، بالقرب من الغضروف ويدخل في الحافة الإنسية والسطح العلوي للناتئ الغرابي لعظم الكتف. | تساعد هذه العضلة في تدويرعظم الكتف في الوسط، وتطيل الكتف، وتسحب عظم الكتف للأسفل وللأمام نحو جدار الصدر لتثبيته (عظم الكتف). |
| العضلة القصية الترقوية الحلمية | | |
| العضلة الرافعة للكتف           | | |

### الإبط
الإبط يتكون من الفراغ بين عضلات الكتف. تنتقل الأعصاب والأوعية الدموية للذراع عبر الإبط، وهي تمتلك عدة مجموعات من الغدد الليمفاوية التي يمكن فحصها. يتكون الإبط من عضلات الصدر الرئيسية والثانوية في الأمام، والعضلة الظهرية العريضة والعضلات المدورة الرئيسية في الخلف، والعضلة الأمامية المسننة على سطحها الداخلي، والثلم بين حديبتي العضد لعظم العضد على الجانب الخارجي. 

## معرض صور

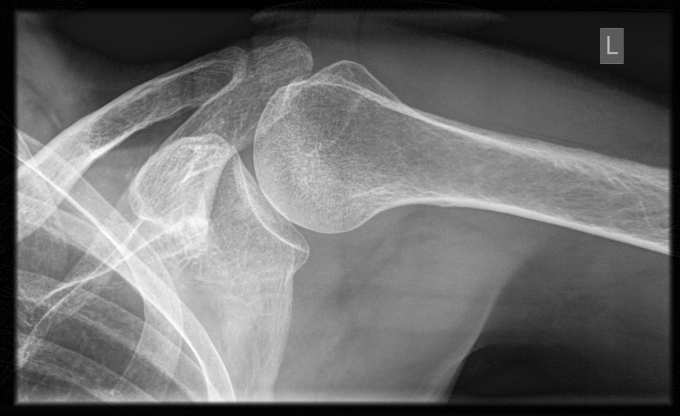
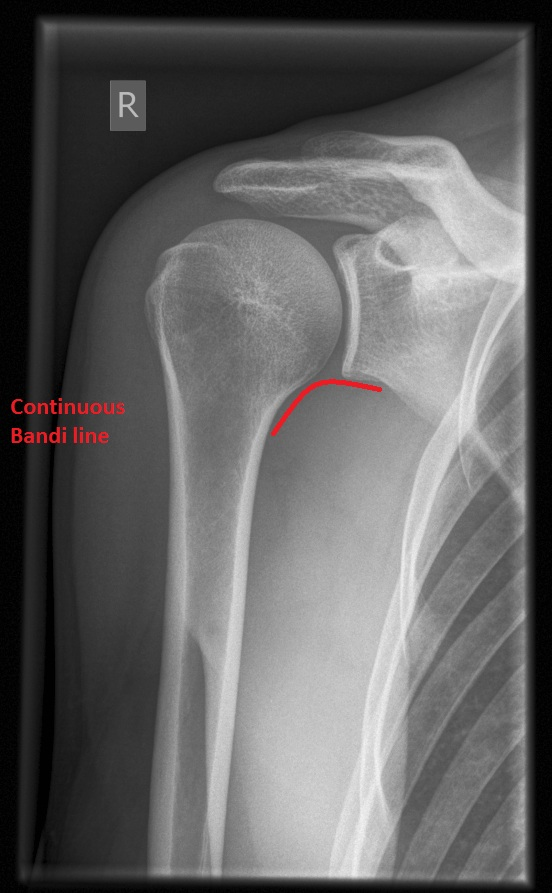
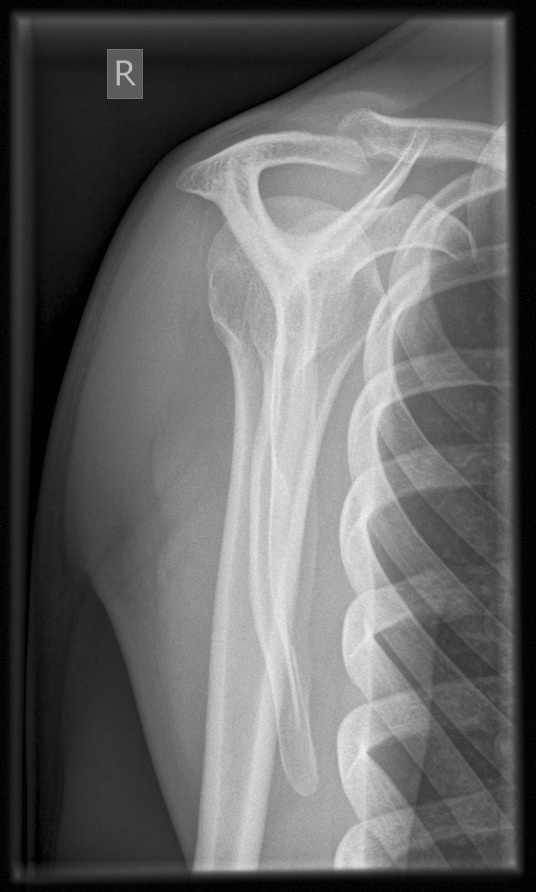